# Bahnhof Berlin Bundesplatz
Der Bahnhof Berlin Bundesplatz ist ein Berliner Stadtschnell- und Untergrundbahnhof an der Grenze der Ortsteile Wilmersdorf (Bezirk Charlottenburg-Wilmersdorf) und Friedenau (Bezirk Tempelhof-Schöneberg). Er liegt südlich des gleichnamigen Platzes, unmittelbar neben der Stadtautobahn an der Kreuzung der Ringbahn mit der Bundesallee und wird von den Linien S41, S42 und S46 der S-Bahn sowie der Linie U9 der Berliner U-Bahn bedient.

## S-Bahnhof
Mit dem Bau des Viadukts der Ringbahn am südlichen Ende des damaligen Straßburger Platzes wurde auch der erste Bahnhof Wilmersdorf-Friedenau erbaut und mit der Inbetriebnahme des westlichen Ringes im November 1877 eröffnet. Nach dem viergleisigen Ausbau des Ringes wurde am 1. Mai 1892 eine gleichnamige neue Station eröffnet, die etwas östlich des heutigen Standortes lag. Mit der Elektrifizierung wurde der Bahnhof am 6. November 1928 zum Haltepunkt der S-Bahn; 1938 wurde er in Wilmersdorf umbenannt. Nach der Stilllegung der Ringbahn infolge des S-Bahn-Streiks 1980 wurde der Personenverkehr zu diesem Bahnhof nicht wieder aufgenommen.

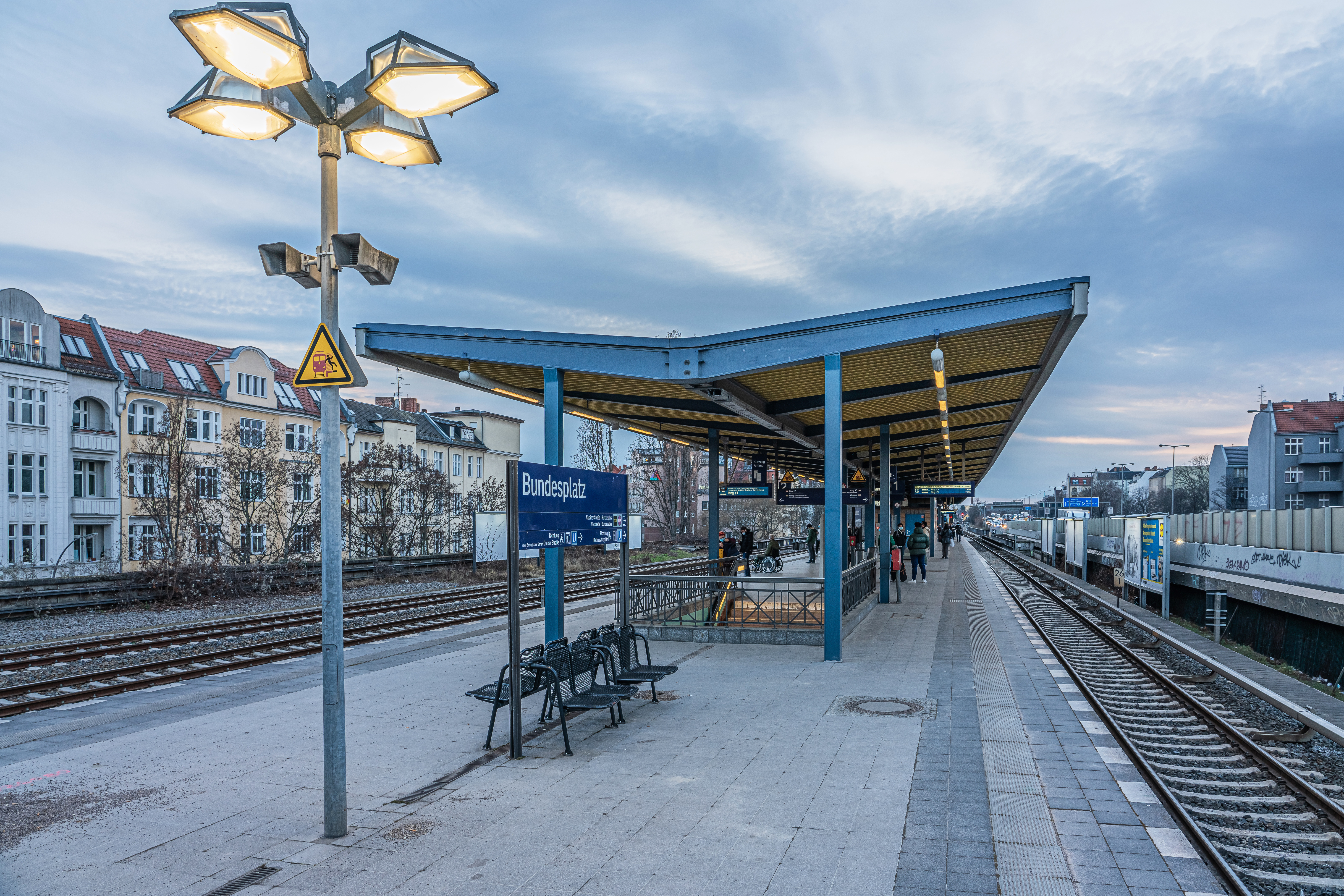
Bahnsteig der S-Bahn

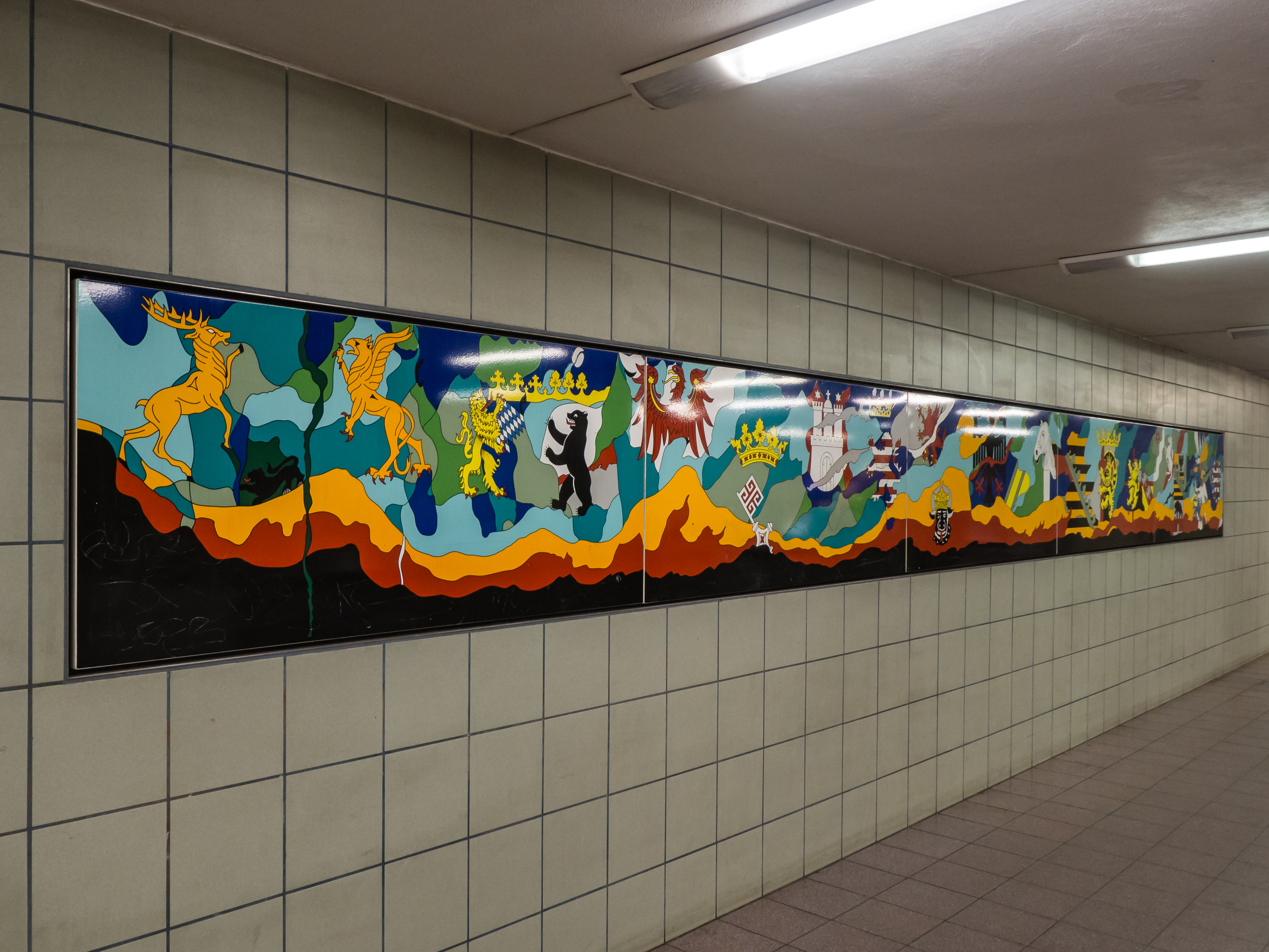
Wandbild in Eingangsbereich des Bahnhofs

Im Zuge der Wiederaufnahme des S-Bahn-Verkehrs auf der Ringbahn wurde 1992/1993 der S-Bahnhof um rund 110 Meter nach Westen zum Bundesplatz hin verlegt, um den Fahrgästen ein schnelleres Umsteigen zur U-Bahn zu ermöglichen. Gleichzeitig entstanden neue Verbindungstreppen zu den U-Bahnsteigen. Wie der U-Bahnhof erhielt auch der S-Bahnhof den Namen Bundesplatz. Die heutige S-Bahn-Station wurde am 17. Dezember 1993 in Betrieb genommen.

Die Station ist als eine von 20 sogenannten „Stammbahnhöfen“ der Berliner S-Bahn mit einer örtlichen Aufsicht besetzt. Seit Ende 2015 erfolgt die Zugabfertigung durch den Triebfahrzeugführer mittels Führerraum-Monitor (ZAT-FM).

## U-Bahnhof

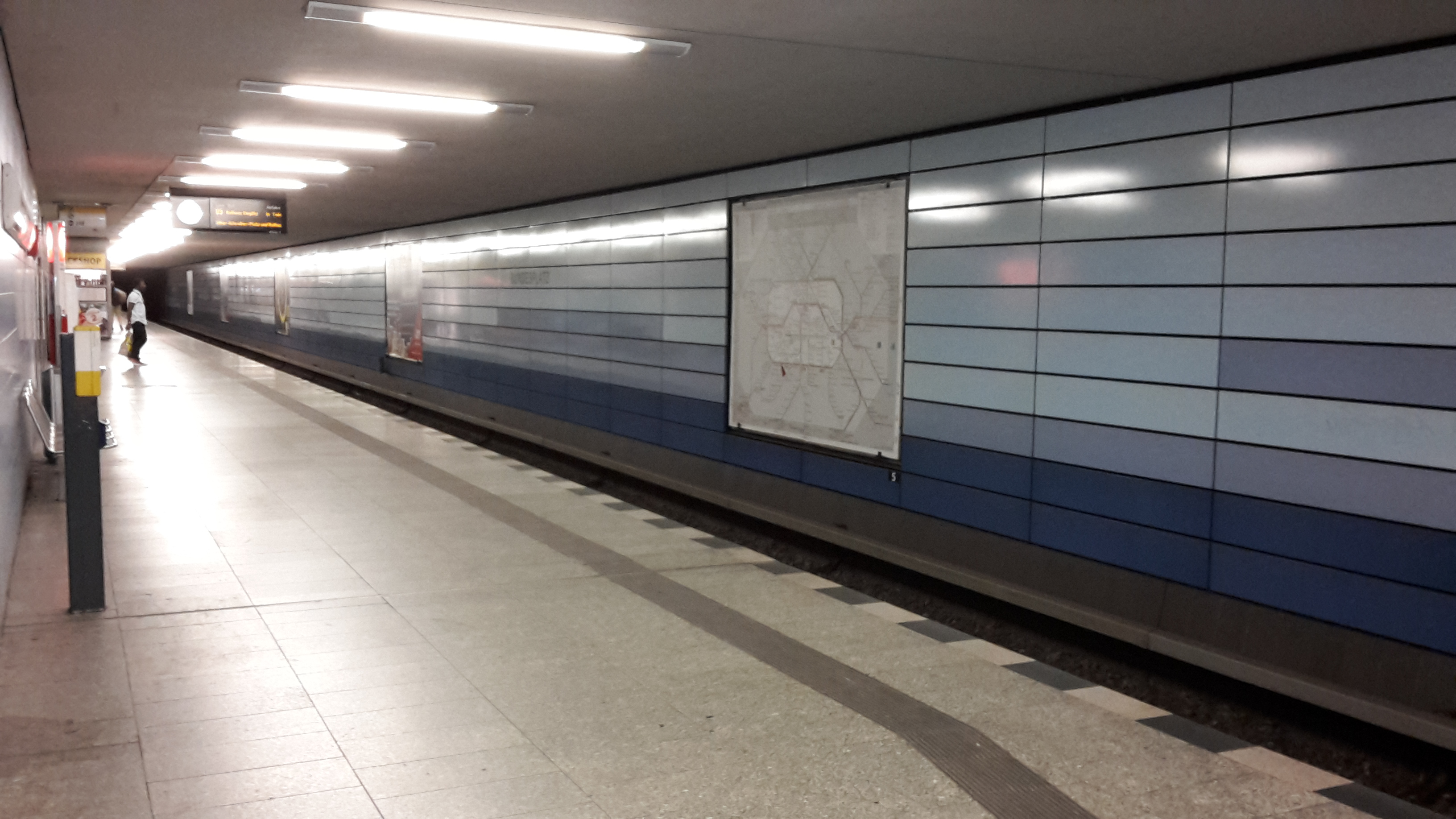
Bahnsteig Richtung Rathaus Steglitz der Linie U9

Der U-Bahnhof Bundesplatz ging am 29. Januar 1971 in Betrieb. Er entstand von 1962 bis 1968 im Rahmen des Baues der U-Bahn-Linie G (heute: U9) und wurde vom damaligen Senatsbaudirektor Rainer G. Rümmler gestaltet. Ähnlich wie beim U-Bahnhof Berliner Straße (ebenfalls: U9) verlaufen die beiden Streckengleise in zwei voneinander getrennten Tunneln, die östlich und westlich des Autotunnels der Bundesallee unter der Ringbahn und der Stadtautobahn hindurchgeführt werden. Die beiden Bahnsteige haben jeweils einen Seitenbahnsteig und wurden an beiden Enden über eine Vorhalle miteinander verbunden.
Die Wände auf dem Bahnsteig waren weiß, die Wände hinter den Gleisen blau gefliest. Der Stationsname war ursprünglich in metallenen Buchstaben in einem weißen, waagerecht verlaufenden Fliesenband angebracht. Die Gestaltung des U-Bahnhofs ähnelte damit den zur gleichen Zeit ebenfalls von Rümmler entworfenen und am gleichen Tag eröffneten U-Bahnhöfen Friedrich-Wilhelm-Platz und Berliner Straße.
In den Jahren 2006–2008 wurden die Bahnsteighallen renoviert und umgestaltet. Dabei erhielten die Wände auf dem Bahnsteig neue, größere Fliesen, während die Wände im Gleisbereich durch Emaille-Platten neu verkleidet wurden. Die westliche Halle (Richtung Rathaus Steglitz) wurde in Blautönen, die östliche Halle (Richtung Osloer Straße) in Brauntönen gehalten. Die Vorhallen wurden in den Farben Blau, Braun und Weiß gefliest. Wandbilder zeigen frühere Ansichten des Bundesplatzes. Die Bahnsteige wurden mit hellgrauem Granit neu gefliest und mit einem Blindenleitsystem ausgerüstet.

## Güterbahnhof
An den Fernbahngleisen befand sich der Güterbahnhof Wilmersdorf. Er begann südöstlich des heutigen S-Bahnhofs und erstreckte sich bis zum S-Bahnhof Innsbrucker Platz. 1996 diente er als Freigelände für die Fachmesse InnoTrans.
Nach Aufgabe des Güterbahnhofs wurden um 2008 die Gleisanlagen abgebaut. Im Jahr 2010 wurde das 58.000 m² große Gelände von der Deutschen Bahn verkauft. Hier entsteht derzeit (Stand: September 2021) das Wohnquartier Friedenauer Höhe sowie ein Gewerbegebiet. Das auf dem Gelände befindliche Gebäude des Stellwerks Wl, das vom Architekten Rainer G. Rümmler im Zusammenhang mit dem Stadtautobahnbau errichtet wurde und von Juni 1971 bis etwa 2003 in Betrieb war, ist im Frühjahr 2014 abgerissen worden. Die Freistellung des Geländes von Bahnbetriebszwecken erfolgte durch Beschluss des Eisenbahn-Bundesamtes am 6. Oktober 2015.

## Anbindung
| Linie | Verlauf | Takt in der HVZ |
| ----- | --- | --------------- |
| ↻ ↺   | Gesundbrunnen – Schönhauser Allee – Prenzlauer Allee – Greifswalder Straße – Landsberger Allee – Storkower Straße – Frankfurter Allee – Ostkreuz – Treptower Park – Sonnenallee – Neukölln – Hermannstraße – Tempelhof – Südkreuz – Schöneberg – Innsbrucker Platz – Bundesplatz – Heidelberger Platz – Hohenzollerndamm – Halensee – Westkreuz – Messe Nord/ZOB – Westend – Jungfernheide – Beusselstraße – Westhafen – Wedding – Gesundbrunnen \|\| 05 min |                 |
|       | Westend – Messe Nord/ZOB – Westkreuz – Halensee – Hohenzollerndamm – Heidelberger Platz – Bundesplatz – Innsbrucker Platz – Schöneberg – Südkreuz – Tempelhof – Hermannstraße – Neukölln – Köllnische Heide – Baumschulenweg – Schöneweide – Johannisthal – Adlershof – Grünau – Eichwalde – Zeuthen – Wildau – Königs Wusterhausen \|\| 20 min |                 |
|       | Osloer Straße – Nauener Platz – Leopoldplatz – Amrumer Straße – Westhafen – Birkenstraße – Turmstraße – Hansaplatz – Zoologischer Garten – Kurfürstendamm – Spichernstraße – Güntzelstraße – Berliner Straße – Bundesplatz – Friedrich-Wilhelm-Platz – Walther-Schreiber-Platz – Schloßstraße – Rathaus Steglitz \|\| 04 min |                 |

Der Bahnhof wird von den Ringbahnlinien S41 und S42 sowie der Linie S46 der Berliner S-Bahn, der Linie U9 der U-Bahn und der Omnibuslinie 248 der BVG bedient.